# Notgeld
Notgeld in tedesco significa denaro di "emergenza" o "necessità" ed è usato in numismatica per indicare emissioni che corrispondono a queste caratteristiche.

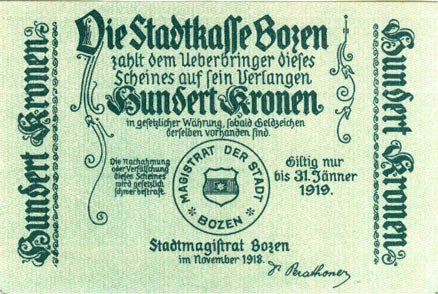
Bozner Notgeld: Banconota da 100 Corone austro-ungariche, emesse dal Comune di Bolzano su iniziativa del sindaco Julius Perathoner.

Monetazioni di necessità sono attestati in varie parti del mondo. Tra gli esempi del passato meno recente ci sono:
- Token –cioè gettone–: Regno Unito, XVII-inizi XIX secolo
- Notdaler o Grörtzscher Notdaler, tallero svedese emesso durante la Grande guerra del Nord (1700-1721)
- Ledergeld –denaro di cuoio–: emesso la prima volta da Luigi IX di Francia, verso il 1250, durante la prigionia nel corso della settima crociata.
  - Monete di cuoio circolarono intorno al 1573-74 a Leida emesse dagli spagnoli ed nei centri minori della Russia nel XVIII secolo.
- Oxford Crown: moneta d'argento da 5 scellini emessa nel 1644 durante la guerra civile inglese, con il panorama della città e il ritratto di Carlo I. Nel periodo sono state emesse anche altre monete di necessità e ossidionali, tra cui quelle di Newark, Carlisle
- Inchiquin money: in Irlanda durante la ribellione irlandese del 1641. Da Murrough O'Brien, lord di Inchiquin, che aveva il comando delle truppe protestanti
- Kolberger Notgeld: talleri fatti emettere nel 1807 a Kolberg dal generale August von Gneisenau, comandante della città durante l'assedio stretto dalla truppe napoleoniche. Furono creati dei buoni di cartone (Pappcoupon) delle dimensioni di ca. 6,4 × 4,4 cm con "königliche Garantie" (garanzia del re): Furono scritti a mano dalle studentesse del Liceo di Kolberg.[1][2]

## XX secolo
Agli inizi del XX secolo, per fronteggiare situazioni di crisi economica, monete speciali furono emesse da diversi paesi, principalmente da Germania e Austria. Ci fu una carenza di monete di minor valore, per il fatto che il metallo era necessario allo sforzo bellico anziché per la monetazione. Queste monete d'emergenza non furono coniate della Reichsbank, la banca centrale tedesca, ma da varie istituzioni diverse come ad esempio banche locali, municipalità, ditte private o di proprietà statale. Quindi non ebbero mai corso legale, ma furono dei mezzi di pagamento accettati mutuamente in un ambito più o meno delimitato.
Il Notgeld fu principalmente emesso in forma cartacea, simile a banconote. A volte furono usate anche forme come: monete metalliche (soprattutto zinco), pellame, seta, lino (Leinengeld), francobolli, lamine d'alluminio, carbone, e porcellana (Porzellangeld); sono citati anche zolfo e vari tipi di carta e cartone (ad es. carte da gioco). Questi pezzi fatti con carte da gioco, chiamati spielkarton, sono estremamente rari.

## Notgeld durante la 1ª guerra mondiale
La prima grande emissione di Notgeld iniziò allo scoppio della prima guerra mondiale. A causa dell'inflazione provocata ai costi della guerra, il valore dei materiali con cui le monete erano prodotte divenne maggiore di quello nominale. Molte istituzioni iniziarono a tesaurizzare la monete. Inoltre, il metallo usato per la coniazione divenne necessario per la produzione delle forniture belliche. Ciò causò una estrema carenza di metallo monetario, a cui fu posto rimedio emettendo banconote di piccolo taglio.
Queste banconote furono anche richieste dai collezionisti e quando gli istituti di emissione se ne resero conto, continuarono a stamparli anche dopo la fine dello stato di necessità.
In alcuni casi, il periodo di validità del biglietto era già terminato quando fu stampato.
I biglietti stampati nel 1920-21 erano estremamente colorati e contenevano rappresentazioni di soggetti disparati, come edifici, scene e folclore locali.
Queste serie, che in realtà non erano emesse per la circolazione locale, hanno preso in Germania il nome di Serienscheine.
In Italia, fu il Comune di Bolzano a stampare Notgeld:
verso la fine di ottobre del 1918, poco prima che venisse firmato l'armistizio che segnò l'entrata delle truppe italiane nell'Alto Adige, l'allora sindaco di Bolzano Julius Perathoner, per rimediare alla mancanza di moneta dopo il trasloco della banca nazionale austro-ungarica in Austria, ordinò la stampa di vaglia il cui rimborso era garantito dalla Cassa della città. Inizialmente questo Notgeld o "denaro d‘emergenza" doveva valere solo fino al 31 gennaio 1919 e il solo annuncio della novità indusse la Cassa di Risparmio di Bolzano, il principale istituto bancario della città, a diffondere la notizia della riapertura dei suoi sportelli prevista per il 6 novembre 1918. Il 9 novembre 1918 venne promosso anche sulla stampa il rilascio dei vaglia, ma il 13 novembre il comando militare italiano insediatosi a Bolzano ne vietò la distribuzione e i biglietti stampati, ma non ancora numerati, non vennero più messi in circolazione.
Contemporaneamente venne anche inibita l'importazione di valuta austriaca, in modo da riuscire ad integrare più velocemente possibile il nuovo territorio nell‘area economica italiana.
Il 23 novembre 1918, allo scopo di agevolare il rimpiazzo della Corona austriaca con la Lira italiana, il governo italiano provvide a stabilizzare il cambio a 10:4, ovvero una Corona valeva 0,4 Lire.

## Notgeld durante l'iperinflazione tedesca

Banconota da 500.000.000 di marchi (Notgeld) del 1923 emessa dalla città di Düsseldorf, Germania

Nel 1922, durante il periodo costituzionale noto come Repubblica di Weimar, l'inflazione iniziò ad andare fuori controllo. Fino al 1923 il valore del marco peggiorò sempre più rapidamente. Furono emesse costantemente nuove denominazioni sempre più elevate. La banca centrale poteva far fronte alle necessità di produrre la quantità necessaria di moneta e fu nuovamente emesso del Notgeld (Papiermark) - questa volta nei tagli di migliaia, milioni o miliardi di marchi.

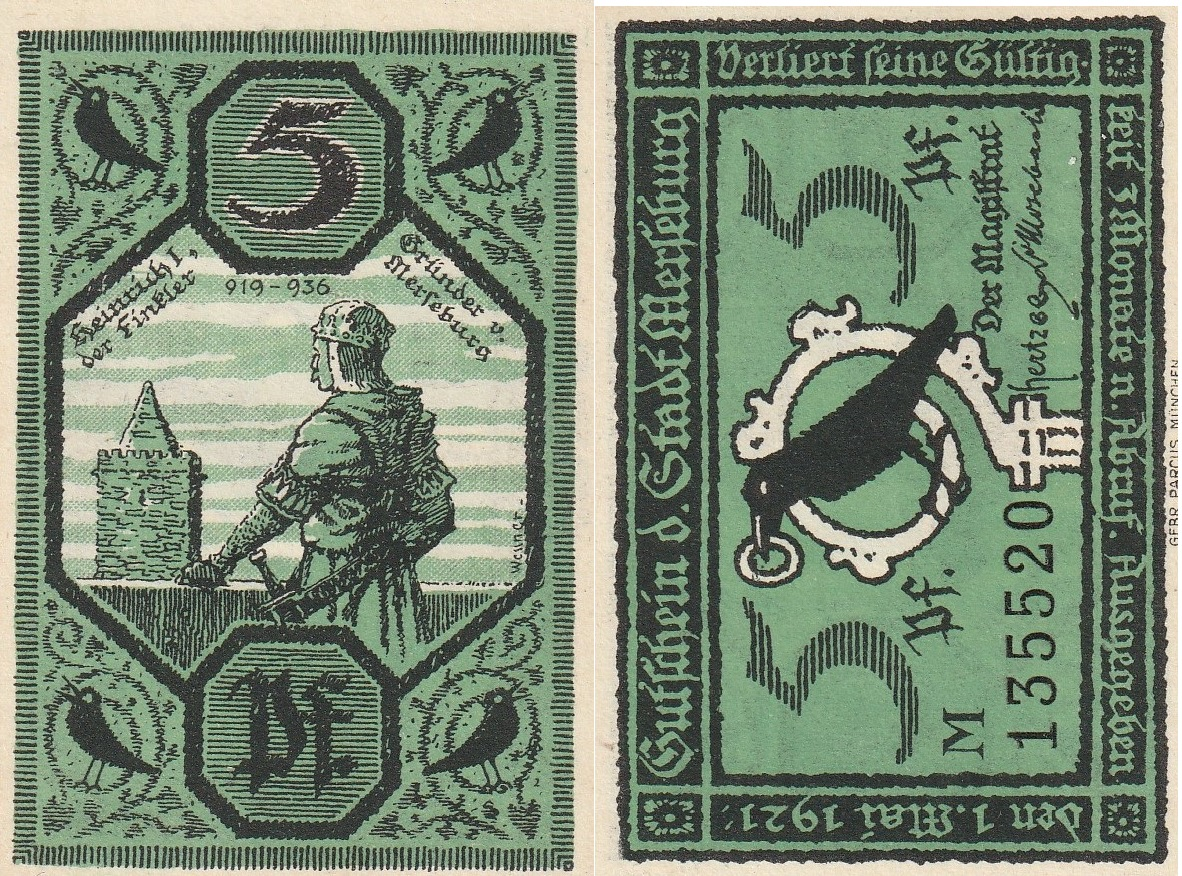
Notgeld del 1921 emesso a Merseburgo, presentante il fondatore della città Enrico I l'Uccellatore.

Dato che il marco divenne così instabile, il Notgeld fu emesso anche sotto forma di "commodity" o in altre valute: grano, segale, zucchero, carbone, gas naturale, elettricità, oro o dollari. Questi biglietti furono conosciuti con il nome di wertbeständiges Notgeld o banconote a 'valore fisso'.

## I miniassegni in Italia
Da 1975 al 1979 ci fu in Italia una carenza di monete frazionali; come moneta di emergenza molte banche regionali e aziende emisero i cosiddetti Miniassegni.
Questi erano comunque accettati solo in base locale.

## Notgeld in Argentina
Nel momento più acuto della crisi economica argentina del 2000/02 i governi provinciali pagarono i loro dipendenti e i fornitori di servizi con i cosiddetti Patacones, cioè buoni che sarebbero stati convertibili in futuro in regolare peso argentino.